# Errol Morris
Errol Mark Morris (5 de febrero de 1948) es un director de cine estadounidense conocido por sus documentales en los que se interroga sobre la epistemología de sus temas y la invención del Interrotrón. En 2003, su documental The Fog of War: Eleven Lessons from the Life of Robert S. McNamara ganó el Oscar al mejor largometraje documental. Su película The Thin Blue Line quedó quinta en una encuesta de Sight & Sound sobre los mejores documentales de la historia. Morris es conocido por hacer películas sobre temas poco habituales; Fast, Cheap & Out of Control entrelaza las historias de un adiestrador de animales, un jardinero de topiarios, un científico robot y un especialista en ratas topo desnudas.

## Primeros años y educación
Morris nació el 5 de febrero de 1948 en el seno de una familia judía de Hewlett, Nueva York. Su padre murió cuando él tenía dos años y fue criado por su madre, profesora de piano. Tenía un hermano mayor, Noel, que era programador informático. Tras ser tratado de estrabismo en la infancia, Morris se negó a llevar un parche en el ojo. Como consecuencia, tiene visión limitada en un ojo y carece de visión estereoscópica normal.
En décimo curso, Morris asistió a The Putney School, un internado de Vermont. Empezó a tocar el violonchelo y pasó un verano en Francia estudiando música con la aclamada Nadia Boulanger, que también fue profesora del futuro colaborador de Morris, Philip Glass. Al describir a Morris en su adolescencia, Mark Singer escribió que "leía con pasión los catorce libros de Oz, veía mucha televisión y solía ir con una tía soltera a las funciones de los sábados, donde veía películas como This Island Earth y Creature from the Black Lagoon, películas de terror que, vistas de nuevo 30 años después, siguen pareciéndole aterradoras".

### Universidad
Morris estudió en la Universidad de Wisconsin-Madison y se licenció en Historia en 1969. Durante un breve periodo de tiempo, Morris tuvo pequeños trabajos, primero como vendedor de televisión por cable y luego como redactor de trabajos trimestrales. Su poco ortodoxa estrategia para solicitar el ingreso en una escuela de posgrado incluía "intentar ser aceptado en diferentes escuelas de posgrado simplemente presentándome en sus puertas". Después de dirigirse sin éxito a la Universidad de Oxford y a la de Harvard, Morris consiguió entrar en la de Princeton, donde empezó a estudiar Historia de la Ciencia, un tema en el que no tenía "ningún conocimiento previo". Se concentró en la Historia de la Física, y se aburría y fracasaba en las clases de Física que tenía que tomar como prerrequisito. Esto, unido a su relación antagónica con su asesor Thomas Kuhn ('Ni siquiera mirarás por mi telescopio'. Y su respuesta fue 'Errol, no es un telescopio, es un caleidoscopio') aseguraron que su estancia en Princeton fuera corta.
Morris dejó Princeton en 1972 y se matriculó en Berkeley como estudiante de doctorado en Filosofía. En Berkeley descubrió una vez más que no se adaptaba bien a su asignatura. "Berkeley era un mundo de pedantes. Era realmente chocante. Pasé dos o tres años en el programa de filosofía. Tengo muy malos sentimientos al respecto", dijo más tarde.

## Carrera profesional
Tras dejar la UC Berkeley, se convirtió en un asiduo del Pacific Film Archive. Como recordaría más tarde Tom Luddy, entonces director del archivo expresó: "Era un loco del cine negro. Decía que no proyectábamos el verdadero cine negro. Así que le reté a escribir las notas del programa. Además, tenía la costumbre de colarse en las películas y negar que lo hacía. Le dije que si se colaba, al menos admitiera que lo hacía".

### Proyecto inconcluso sobre Ed Gein
Inspirado por Psicosis, de Hitchcock, Morris visitó Plainfield, Wisconsin, en 1975, donde mantuvo múltiples entrevistas con Ed Gein, el infame ladrón de cadáveres que residía en el Mendota State Hospital de Madison. Más tarde hizo planes con el director de cine alemán Werner Herzog, a quien Tom Luddy había presentado a Morris, para volver en el verano de 1975 y abrir en secreto la tumba de la madre de Gein para poner a prueba su teoría de que el propio Gein ya la había desenterrado. Herzog llegó en la fecha prevista, pero Morris se lo pensó mejor y no acudió. Herzog no abrió la tumba. Morris volvió más tarde a Plainfield, y esta vez se quedó casi un año, realizando cientos de horas de entrevistas. A pesar de ello, sus planes de escribir un libro o hacer una película (que llamaría Digging up the Past) quedaron inconclusos en ese momento. En una entrevista de octubre de 2023 con Letterboxd, Morris mencionó que desde entonces había retomado el proyecto, diciendo: "Empecé a volver a ver Psicosis, porque estoy haciendo una película sobre Ed Gein."
En otoño de 1976, Herzog volvió a visitar Plainfield, esta vez para rodar parte de su película Stroszek.

### Primeras películas
Morris aceptó 2.000 dólares de Herzog y los utilizó para hacer un viaje a Vernon, Florida. Vernon recibió el apodo de "Nub City" porque sus habitantes participaban en una forma especialmente truculenta de fraude al seguro en la que amputaban deliberadamente un miembro para cobrar el dinero del seguro. El segundo documental de Morris trataba sobre la ciudad y llevaba su nombre, aunque no mencionaba a Vernon como "Nub City", sino que exploraba otras idiosincrasias de los residentes de la ciudad. Morris hizo esta omisión porque recibió amenazas de muerte mientras investigaba; los habitantes del pueblo temían que Morris revelara su secreto.
Tras pasar dos semanas en Vernon, Morris regresó a Berkeley y empezó a trabajar en el guion de una obra de ficción que tituló Nub City. Tras unos meses improductivos, se topó con un titular en el San Francisco Chronicle que decía: "450 mascotas muertas se van a Napa Valley". Morris se marchó a Napa Valley y empezó a trabajar en la película que se convertiría en su primer largometraje, Gates of Heaven, estrenada en 1978. Herzog había dicho que se comería su zapato si Morris terminaba el documental. Tras el estreno de la película, Herzog cumplió públicamente la apuesta cocinando y comiéndose su zapato, lo que quedó documentado en el cortometraje Werner Herzog Eats His Shoe, de Les Blank.
Gates of Heaven tuvo un estreno limitado en la primavera de 1981. Roger Ebert fue un defensor de la película, incluyéndola en su votación en la encuesta de críticos Sight & Sound de 1992. Morris regresó a Vernon en 1979 y de nuevo en 1980, alquiló una casa en el pueblo y realizó entrevistas a sus habitantes. Vernon, Florida se estrenó en el Festival de Cine de Nueva York de 1981. Newsweek la calificó de "película tan extraña y misteriosa como sus protagonistas, y bastante inolvidable". La película, al igual que Gates of Heaven, sufrió una mala distribución. Se editó en vídeo en 1987 y en DVD en 2005.
Tras terminar Vernon, Florida, Morris intentó conseguir financiación para diversos proyectos. La historia de Road trataba sobre una autopista interestatal en Minnesota; un proyecto trataba sobre Robert Golka, el creador de bolas de fuego inducidas por láser en Utah; y otra historia trataba sobre Centralia, Pensilvania, la ciudad del carbón en la que se declaró un incendio subterráneo inextinguible en 1962. Finalmente, en 1983 consiguió financiación para escribir un guion sobre John y Jim Pardue, unos atracadores de bancos de Misuri que habían matado a su padre y a su abuela y robado cinco bancos. El argumento de Morris era el siguiente: "Los grandes atracos a bancos siempre tienen lugar en un momento en el que algo va mal en el país. Bonnie y Clyde eran apolíticos, pero es imposible imaginarlos sin la Depresión como telón de fondo. Los hermanos Pardue eran apolíticos, pero es imposible imaginarlos sin Vietnam". Morris quería que Tom Waits y Mickey Rourke interpretaran a los hermanos, y escribió el guion, pero el proyecto acabó fracasando. Morris se dedicó a escribir guiones para otros proyectos, entre ellos un par de malogradas adaptaciones de Stephen King.
En 1984, Morris se casó con Julia Sheehan, a quien había conocido en Wisconsin mientras investigaba sobre Ed Gein y otros asesinos en serie. Más tarde recordaría una de sus primeras conversaciones con Julia: "Estaba hablando con un asesino en serie, pero pensaba en ti", le dijo, y al instante se arrepintió, temiendo no haber sonado tan cariñoso como hubiera deseado. Pero Julia se sintió realmente halagada: "Pensé, de verdad, que era una de las cosas más bonitas que me habían dicho nunca. Fue difícil salir con otros chicos después de aquello".

### The Thin Blue Line
En 1985, Morris se interesó por el Dr. James Grigson, psiquiatra de Dallas. Según la ley de Texas, la pena de muerte sólo puede dictarse si el jurado está convencido de que el acusado no sólo es culpable, sino que cometerá más delitos violentos en el futuro si no se le condena a muerte. Grigson había pasado 15 años testificando en casos de este tipo, y casi invariablemente daba el mismo testimonio condenatorio, diciendo a menudo que es "cien por cien seguro" que el acusado volvería a matar. Esto hizo que Grigson recibiera el apodo de "Dr. Muerte". A través de Grigson, Morris conoció al sujeto de su siguiente película, Randall Dale Adams, de 36 años.
Adams cumplía una condena a cadena perpetua que le había sido conmutada por una condena a muerte por un tecnicismo legal por el asesinato en 1976 de Robert Wood, un agente de policía de Dallas. Adams le dijo a Morris que le habían tendido una trampa y que David Harris, que estaba presente en el momento del asesinato y era el principal testigo de la acusación, había matado de hecho a Wood. Morris empezó a investigar el caso porque estaba relacionado con el Dr. Grigson. Al principio no estaba convencido de la inocencia de Adams. Sin embargo, tras leer las transcripciones del juicio y conocer a David Harris en un bar, Morris ya no estaba tan seguro.
Por aquel entonces, Morris se ganaba la vida como investigador privado para una conocida agencia de detectives privados especializada en casos de Wall Street. Uniendo su talento como investigador y sus obsesiones por el asesinato, la narración y la epistemología, Morris se puso a trabajar en el caso en serio. Entrevistas inéditas en las que los testigos de la acusación se contradecían sistemáticamente se utilizaron como testimonio en la vista de hábeas corpus que Adams celebró en 1986 para determinar si se le concedía un nuevo juicio. David Harris confesó, de manera indirecta, haber matado a Wood.
Aunque Adams fue finalmente declarado inocente después de años de ser procesado por el sistema judicial, el juez de la vista de habeas corpus declaró oficialmente que "se podría decir mucho sobre esas entrevistas grabadas en vídeo, pero nada que tuviera alguna relación con el asunto sometido a este tribunal". A pesar de todo, The Thin Blue Line, como se llamaría la película de Morris, fue aceptada popularmente como la principal fuerza que sacó a su protagonista, Randall Adams, de la cárcel. Morris dijo de la película: "La delgada línea azul son dos películas unidas. Por un lado está la pregunta: ¿lo hizo o no lo hizo? Y en otro nivel, The Thin Blue Line, bien considerada, es un ensayo sobre la falsa historia. Todo un grupo de personas, literalmente todo el mundo, creyó una versión del mundo que era totalmente errónea, y mi investigación accidental de la historia proporcionó una versión diferente de lo que ocurrió."
The Thin Blue Line es uno de los documentales más aclamados por la crítica. Según una encuesta de The Washington Post, la película figuró en docenas de listas de los diez mejores documentales de 1988, más que ninguna otra película de ese año. Ganó el premio al documental del año del Círculo de Críticos de Cine de Nueva York y de la Sociedad Nacional de Críticos de Cine. A pesar de su gran éxito, no fue nominada al Oscar, lo que provocó un pequeño escándalo en relación con las prácticas de nominación de la Academia. La Academia alegó el género de "no ficción" de la película, argumentando que en realidad no era un documental. Fue la primera película de Morris a la que puso música Philip Glass.

### A Brief History of Time, Fast Cheap & Out of Controly películas posteriores
Morris quería hacer una película sobre el cerebro de Albert Einstein y se puso en contacto con Amblin Entertainment. Gordon Freeman había adquirido los derechos del best seller de Stephen Hawking Breve historia del tiempo y Steven Spielberg sugirió a Morris que lo dirigiera. Tras leer el libro de Hawking, Morris aceptó dirigir una adaptación documental del mismo, ya que había estudiado filosofía de la ciencia en Princeton. La película de Morris Breve historia del tiempo no es tanto una adaptación del libro de Hawking como un retrato del científico. Combina entrevistas con Hawking, sus colegas y su familia con animaciones por ordenador y fragmentos de películas como El agujero negro, de Disney. Morris se declaró "muy conmovido por Hawking como hombre", calificándolo de "inmensamente simpático, perverso, divertido... y sí, es un genio".
Fast, Cheap & Out of Control entremezcla entrevistas con un adiestrador de animales salvajes, un jardinero de topiarios, un científico robot y un especialista en ratas topo desnudas con imágenes de archivo, dibujos animados y fragmentos de series cinematográficas. Roger Ebert dijo de ella: "Si tuviera que describirla, diría que trata de gente que intenta controlar las cosas, asumir el manto de Dios". Morris estuvo de acuerdo en que había un "elemento Frankenstein", y añadió: "Todos están involucrados en una investigación muy extraña sobre la vida. Suena terriblemente pretencioso, pero hay algo misterioso en cada una de las historias, algo melancólico a la vez que divertido. Y hay algo de mortalidad. Para el final de la película mostré al jardinero recortando la parte superior de su camello, recortando bajo una luz celestial, y luego alejándose bajo la lluvia. Sabes que este jardín no va a durar mucho más que la vida del jardinero". La película fue compuesta por Caleb Sampson, de la Alloy Orchestra, y fotografiada por Robert Richardson. Morris dedicó la película a su madre y a su padrastro, recientemente fallecidos. Fue nombrada por varios críticos como una de las mejores películas de 1997.
En 2002, Morris recibió el encargo de realizar un cortometraje para la 75 edición de los Premios de la Academia. Le contrataron por su currículum publicitario, no por su carrera como director de largometrajes documentales. Entre los entrevistados figuraban desde Laura Bush a Iggy Pop, pasando por Kenneth Arrow y Hamilton, el hijo de 15 años de Morris. Morris fue nominado a un Emmy por este cortometraje. Se planteó editar este metraje en un largometraje, centrado en Donald Trump hablando de Citizen Kane (este segmento se publicó más tarde en el segundo número de Wholphin). Morris realizó un segundo cortometraje para la 79.ª edición de los premios de la Academia en 2007, esta vez entrevistando a los distintos nominados y preguntándoles por sus experiencias en los Oscar.
A principios de 2010, un nuevo documental de Morris fue presentado a varios festivales de cine, como el Festival Internacional de Cine de Toronto, el Festival de Cannes y el Festival de Telluride. La película, Tabloid, presenta entrevistas con Joyce McKinney, ex Miss Wyoming, condenada en rebeldía por el secuestro y atentado al pudor de un misionero mormón en Inglaterra durante 1977.

### The Fog of War
En 2003, Morris ganó el Oscar al mejor documental por The Fog of War, una película sobre la carrera de Robert S. McNamara, Secretario de Defensa durante la guerra de Vietnam bajo las presidencias de John F. Kennedy y Lyndon B. Johnson. En el inquietante comienzo sobre la relación de McNamara con el general estadounidense Curtis LeMay durante la Segunda Guerra Mundial, Morris saca a relucir las complejidades del carácter de McNamara, que moldearon las posturas de McNamara en la Crisis de los Misiles de Cuba y la Guerra de Vietnam. Al igual que su documental anterior, The Thin Blue Line, The Fog of War incluye un amplio uso de recreaciones, una técnica que muchos consideraban inapropiada para los documentales antes de que ganara el Oscar.

### Comerciales
Aunque Morris ha alcanzado la fama como director de documentales, también es un consumado director de comerciales de televisión. En 2002, Morris dirigió una serie de anuncios de televisión para Apple Computer como parte de la popular campaña "Switch". Los anuncios mostraban a antiguos usuarios de Windows hablando de sus malas experiencias, que motivaron su cambio personal a Macintosh. Uno de los anuncios de la serie, protagonizado por Ellen Feiss, una compañera de instituto de su hijo Hamilton Morris, se convirtió en un meme de Internet. Morris ha dirigido cientos de anuncios para diversas empresas y productos, como Adidas, AIG, Cisco Systems, Citibank, la marca Depend de Kimberly-Clark, Levi's, Miller High Life, Nike, PBS, The Quaker Oats Company, Southern Comfort, EA Sports, Toyota y Volkswagen. Muchos de estos anuncios están disponibles en su sitio web.
En julio de 2004, Morris dirigió otra serie de anuncios del estilo de los de "Switch". Esta campaña presentaba a republicanos que votaron a Bush en las elecciones de 2000 dando sus razones personales para votar a Kerry en 2004. Tras completar más de 50 anuncios, Morris tuvo dificultades para emitirlos. Finalmente, el grupo liberal MoveOn PAC pagó por emitir algunos de los anuncios. Morris escribió también un editorial para The New York Times sobre los anuncios y la campaña perdedora de Kerry.
A finales de 2004, Morris dirigió una serie de anuncios notables para Sharp Electronics. Los anuncios mostraban enigmáticamente varias escenas de lo que parecía ser una breve narración que culminaba con un coche estrellándose en una piscina. Cada anuncio mostraba una perspectiva ligeramente diferente de los hechos y terminaba con un enigmático enlace web. El enlace llevaba a una página web falsa que anunciaba un premio ofrecido a quien descubriera la ubicación secreta de unas valiosas urnas. De hecho, se trataba de un juego de realidad alternativa. Los anuncios originales pueden verse en el sitio web de Morris.
Morris dirigió una serie de anuncios para Reebok en los que aparecían seis destacados jugadores de la National Football League (NFL). Los vídeos promocionales de 30 segundos se emitieron durante la temporada 2006 de la NFL.
En 2013, Morris declaró que había realizado alrededor de 1.000 anuncios a lo largo de su carrera. Desde entonces ha continuado en este campo, incluida una campaña en 2019 para Chipotle.
En 2015, Morris realizó anuncios para la empresa de tecnología médica Theranos y entrevistó a su fundadora, Elizabeth Holmes. Después de que la empresa cayera en desgracia, Morris fue criticada por The Telegraph por parecer "cautivada" por Holmes, y por contribuir a la mítica personalidad de Holmes como visionaria. En una entrevista concedida al New Yorker en 2019, Morris reflexionó: "Para mí, lo realmente interesante de Elizabeth [Holmes]... ¿se veía realmente a sí misma como un fraude? ¿Fue cálculo? Me cuesta cuadrar eso con mi propia experiencia. ¿Podría haberme autoengañado, haberme hecho ilusiones? Por supuesto. No soy diferente a los demás. Me gustaría pensar que soy un poco diferente. Pero sigo fascinado por ella".

### Escritos y cortometrajes documentales
Morris también ha escrito periodismo de largo aliento, explorando distintas áreas de interés y publicado en el sitio web de The New York Times. Una colección de estos ensayos, titulada Believing is Seeing: Observations on the Mysteries of Photography, fue publicada por Penguin Press el 1 de septiembre de 2011. En noviembre de 2011, Morris estrenó en el sitio web de The New York Times un corto documental titulado "The Umbrella Man", protagonizado por Josiah "Tink" Thompson, sobre el asesinato de Kennedy.
En 2012, Morris publicó su segundo libro, A Wilderness of Error: The Trials of Jeffrey MacDonald, sobre Jeffrey MacDonald, el médico boina verde condenado por matar a su mujer y a sus dos hijas el 17 de febrero de 1970. Morris se interesó por primera vez en el caso a principios de la década de 1990 y cree que MacDonald no es culpable tras llevar a cabo una exhaustiva investigación. Morris explicó en una entrevista en julio de 2013, antes de la reapertura del caso: "Lo que ha ocurrido aquí está mal. Está mal condenar a un hombre en estas circunstancias. Y si puedo ayudar a corregirlo, seré un campista feliz". Ahora afirma que no cree que Macdonald sea culpable, pero piensa que es posible que lo sea.

## Estilo y legado
Para realizar las entrevistas, Morris inventó una máquina, llamada Interrotron, que permite al entrevistador y al sujeto establecer contacto visual mientras ambos miran a través del objetivo de la cámara. Morris explica el aparato de la siguiente manera:

Los teleprompteres se utilizan para proyectar una imagen en un espejo bidireccional. Los políticos y los presentadores de informativos los utilizan para poder leer un texto y mirar al objetivo de la cámara al mismo tiempo. Lo que me interesa es que a nadie se le haya ocurrido utilizarlos para otra cosa que no sea mostrar texto: leer un discurso o las noticias y mirar al objetivo de la cámara. Yo cambié eso. Puse mi cara en el Teleprompter o, estrictamente hablando, mi imagen de vídeo en directo. Por primera vez, podía estar hablando con alguien, y ellos podían estar hablando conmigo y, al mismo tiempo, mirar directamente al objetivo de la cámara. Ya no había que mirar ligeramente a un lado. No más falsa primera persona. Era la verdadera primera persona. 

La autora Marsha McCreadie, en su libro Superestrellas del documental: Cómo los cineastas de hoy están reinventando la forma, había emparejado a Morris con Werner Herzog como profesionales y visionarios en su enfoque del cine documental.
Morris utiliza elementos narrativos en sus películas. Entre ellos se encuentran la iluminación estilizada, la partitura musical y la recreación. El uso de estos elementos es rechazado por muchos documentalistas que siguieron el estilo del cinema vérité de las generaciones anteriores. El cinema vérité se caracteriza por su rechazo a los añadidos artísticos al documental. Aunque Morris se enfrentó a la reacción de muchos de los cineastas de la era anterior, su estilo ha sido adoptado por las generaciones más jóvenes de cineastas, ya que el uso de la recreación está presente en muchas películas documentales contemporáneas.
Morris defiende el estilo reflexivo del cine documental. En el libro de Bill Nichols Introducción al documental afirma que el documental reflexivo "se habla no sólo del mundo histórico, sino también de los problemas y cuestiones que plantea su representación". Morris utiliza sus películas no sólo para retratar cuestiones sociales y acontecimientos que no son de ficción, sino también para comentar la fiabilidad de la propia realización de documentales.
Su estilo ha sido objeto de parodia en la serie de falso documental Documentary Now.
Incluso cuando entrevista a figuras controvertidas, Morris no suele creer en las entrevistas contradictorias:

No creo en las entrevistas contradictorias. No creo que se aprenda mucho. Se crea un teatro, un teatro de gladiadores, que puede ser satisfactorio para el público, pero si el objetivo es aprender algo que no se sabe, esa no es la manera de hacerlo. De hecho, es la forma de destruir la posibilidad de escuchar alguna vez algo interesante o nuevo. .... los comentarios más interesantes y reveladores han llegado no como resultado de una pregunta en absoluto, sino habiendo creado una situación en la que la gente realmente quiere hablar contigo, y quiere revelarte algo. 

## Filmografía

### Obras cinematográficas
- Gates of Heaven (1978)
- Vernon, Florida (1981)
- The Thin Blue Line (1988)
- The Dark Wind (1991), película de ficción
- A Brief History of Time (1991)
- Fast, Cheap & Out of Control (1997)[39]
- Mr. Death: The Rise and Fall of Fred A. Leuchter, Jr. (1999)
- The Fog of War: Eleven Lessons from the Life of Robert S. McNamara (2003)
- Standard Operating Procedure (2008)
- Tabloid (2010)
- The Act of Killing (productor ejecutivo) (2012)
- The Unknown Known (2013)
- The Look of Silence (productor ejecutivo) (2014)
- Happy Father's Day (video) (2015)
- Uncle Nick (productor ejecutivo) (2015)
- The B-Side: Elsa Dorfman's Portrait Photography (2016)
- National Bird (productor ejecutivo) (2016)
- American Dharma (2018)
- Enemies of the State (productor ejecutivo) (2020)
- My Psychedelic Love Story (2020)
- The Pigeon Tunnel (2023)

### Cortometrajes
- Survivors (2008)
- They Were There (Cortometraje documental) (2011)[40]
- El Wingador (Cortometraje documental) (2012)
- Three Short Films About Peace (2014)
- Leymah Gbowee: The Dream (Cortometraje documental) (2014)

### Televisión
- Errol Morris Interrotron Stories: Digging Up the Past (Miniserie documental para televisión) (1995)
- First Person (Documental de serie de TV) (17 episodios) (2000)
- Op-Docs (Trilogía documental de series de TV)
  - The Umbrella Man sobre Umbrella man (Asesinato de Kennedy) (2011)[41]
  - November 22, 1963 (2013)
  - A Demon in the Freezer (2016)[42]
- P.O.V. (productor ejecutivo) (2014–2016)
- It's Not Crazy, It's Sports (Series documentales de TV) (2015)
  - The Subterranean Stadium (Película para televisión) (2015)
  - The Streaker (Película para televisión) (2015)
  - The Heist (Película para televisión) (2015)
  - Most Valuable Whatever (Película para televisión) (2015)
  - Chrome (Película para televisión) (2015)
  - Being Mr. Met (Película para televisión) (2015)
- Zillow Hiram's Home (Película para televisión) (2016)
- Wormwood (miniseries) (2017)
- A Wilderness of Error (docuseries en FX) (2020)

## Reconocimientos
- Gates of Heaven (1978) figuró durante mucho tiempo en la lista de Roger Ebert Archivado 2005-12-26 en Wayback Machine de las diez mejores películas de la historia.
- Golden Horse a la mejor película extranjera en el Festival Internacional de Cine de Taiwán por The Thin Blue Line (1988)
- Mejor documental del Círculo de Críticos de Cine de Nueva York y de la Sociedad Nacional de Críticos de Cine por The Thin Blue Line (1988)
- Mejor película del año en el Washington Post por The Thin Blue Line (1988)
- Premio Edgar a la mejor película de los Escritores de Misterio de América por The Thin Blue Line (1989)
- Beca Guggenheim (1989)
- Beca MacArthur (1989)
- Emmy al mejor anuncio por el anuncio de PBS "Photobooth" (2001)
- En diciembre de 2001, la Fundación Nacional para la Preservación Cinematográfica de Estados Unidos anunció que The Thin Blue Line de Morris sería una de las 25 películas seleccionadas ese año para su preservación en el Registro Nacional de Cine de la Biblioteca del Congreso, con lo que el total en ese momento ascendía a 325.
- Lista de 2002 de la Asociación Internacional de Documentales de los 20 mejores documentales de todos los tiempos: The Thin Blue Line (n.º 2), Fast, Cheap & Out of Control (n.º 14).[43]

- Premios al mejor documental del año por The Fog of War (2003): premio de la Asociación Nacional de Críticos, de la Asociación de Críticos de Cine de Los Ángeles, de la Asociación de Críticos de Cine de Chicago y de la Asociación de Críticos de Cine del Área de Washington D. C. En 2003, The Guardian le situó en el séptimo puesto de su lista de los 40 mejores directores en activo del mundo.[44]

- En 2003, The Guardian le situó en séptimo lugar en su lista de los 40 mejores directores en activo del mundo.
- Oscar al mejor largometraje documental por The Fog of War (2004)
- Miembro de la Academia Estadounidense de las Artes y las Ciencias (2007)[45]
- Oso de Plata del Gran Premio del Jurado en el Festival Internacional de Cine de Berlín 2008 por Standard Operating Procedure
- Premio Columbia de Periodismo (2013)
- En 2019, The Fog of War fue seleccionada por la Biblioteca del Congreso para su conservación en el Registro Nacional de Cine por ser "cultural, histórica o estéticamente significativa".[46]

### Títulos honoríficos
- Middlebury College, Doctorado Honoris Causa (2010)
- Universidad Brandeis, Doctorado en Derecho con honores (2011)
- Universidad de Wisconsin-Madison, Doctorado Honoris Causa (2013)

### Libros
- Morris, Errol (2011). Believing Is Seeing: Observations on the Mysteries of Photography. Nueva York: Penguin Press. ISBN 978-0143124252.
- A Wilderness of Error: The Trials of Jeffrey MacDonald (Penguin Press, 4 de septiembre de 2012)
- The Ashtray (Or the Man Who Denied Reality) Prensa de la Universidad de Chicago, 2018

### Artículos
- Morris, Errol (20 de abril de 2015). "What photography can't prove". Estados Unidos. Crimen. Time. Vol. 185, nº 14 ( ed. Pacífico Sur). p. 23.